# トップクラフト
株式会社トップクラフト（英: Topcraft Co., Ltd.）は、かつて存在した日本のアニメ制作会社。
1972年2月1日に東映動画出身の原徹が設立し、1985年6月15日にスタジオジブリへ改組される形で、発展的に解散した。アニメ映画『風の谷のナウシカ』で知られる。

## 概要
創立者の原徹は東映動画で製作管理の仕事を担当した人物。1966年に東映動画は、アメリカのビデオクラフト・インターナショナル社と、アメリカABCテレビで放送するテレビアニメ『キングコング』と『1/007親指トム』の合作契約が締結し、原は東映動画側の制作担当プロデューサーを務めた。原は、アニメ映画『太陽の王子 ホルスの大冒険』、テレビアニメ『もーれつア太郎』『さるとびエッちゃん』『魔法のマコちゃん』『アパッチ野球軍』の制作担当を経て、制作課長を務めた東映動画から独立。
1972年2月1日に日米合作を目的とした制作会社トップクラフトを設立して、代表取締役社長に就いた。合作のパートナーはアメリカのアーサー・ランキン・Jr.（Arthur Rankin Jr.）とジュース・バス（Jules Bass）のランキン・バス・プロダクション。東映動画時代に合作を依頼されたビデオクラフト・インターナショナルはランキン・バス・プロダクションの関連会社であった。
トップクラフトは、制作・演出・作画・仕上・撮影を有し、美術を除いた全ての部門を揃え、ランキン・バス・プロダクションの発注により、1年に1本のペースでアメリカの3大ネットワーク（当時）のABCテレビ、CBSテレビ、NBCテレビにて作品が次々と放送されていった。合作作品を主にしたが、一方で日本向けのアニメにも元請けや下請けで参加している。広告代理店の博報堂には原徹の東映動画時代の同僚である白川大作が在籍しており、これが博報堂製作のテレビアニメ『コアラボーイ コッキィ』（1984年〜1985年）や、徳間書店と博報堂の共同製作によるアニメ映画『風の谷のナウシカ』（1984年公開）の制作へと繋がっていった。コマーシャルアニメも受注している。
『風の谷のナウシカ』の制作は、監督の宮崎駿が当初制作拠点として考えていた古巣のテレコム・アニメーションフィルムに余裕がなく断られたため、トップクラフトに白羽の矢が立ったものである。前述の博報堂との関係の他、原徹は東映動画時代に『太陽の王子 ホルスの大冒険』の制作を通じて、監督の宮崎駿、プロデューサーの高畑勲とは旧知の仲であった。『風の谷のナウシカ』は成功を収め、これにより、徳間書店のアニメ事業への進出を決意させることになった。
1985年6月15日にアニメ映画『天空の城ラピュタ』（1986年公開）制作のために、徳間書店の出資によりスタジオジブリが設立。原徹はこれに取締役として参加することとなり、トップクラフトはスタジオジブリへと改組する形で解散。『風の谷のナウシカ』の後、博報堂の製作で作った日本向けテレビアニメシリーズ『コアラボーイ コッキィ』を最後に13年の活動に終止符を打った。
長年徳間書店社長（初代）を担当していた徳間康快は2000年9月20日に、長年徳間書店の事実上の創業者を担当していた竹井博友は2003年7月29日に、長年ランキン・バス・プロダクションの創業者を担当していたアーサー・ランキン・Jr.は2014年1月30日に、広告代理店の博報堂を在籍していた白川大作は2015年10月12日に、『風の谷のナウシカ』のプロデューサーを担当していた高畑勲は2018年4月5日に、長年トップクラフトの創立者を担当していた原徹は2021年12月14日に、長年ランキン・バス・プロダクションの共同創業者を担当していたジュース・バスは2022年10月25日に、それぞれ死去した。

## メンバー
- 社長 - 原徹
- 制作プロデューサー - 酒井澄（元瑞鷹）
- 作画 - 窪詔之を中心に、実弟の窪秀巳、吉田忠勝、小原秀一、小林一幸、渡部高志、兼森義則、及川博史、畠山保之、細谷秋夫、木場田実、平川やすし、杉田記子、佐々木よし子
- 美術 - 西田稔、吉原一輔、川野満
- 演出 - 山田勝久、佐々木皓一
- 制作担当 - 岩田弘
- その他 - 木原浩勝、曽我公治、高山文彦、神戸守など

## 作品リスト

### 日本向け作品

#### 制作作品
- バーバパパ（1974年 - 1975年、K&S）
- オズの魔法使い（1982年、東宝・ウィズコオポレイション）
- 風の谷のナウシカ（1984年、徳間書店・博報堂）
- コアラボーイ コッキィ（1984年 - 1985年、博報堂）
- 夢の星のボタンノーズ（1985年 - 1986年、サンリオ）※実制作は1983年。

#### 共同制作作品
- おんぶおばけ（1972年 - 1973年、エイケン）
- 冒険コロボックル（1973年 - 1974年、エイケン）
- ジムボタン（1974年 - 1975年、エイケン）
- タイムボカン（1975年 - 1976年、タツノコプロ）
- ポールのミラクル大作戦（1976年 - 1977年、タツノコプロ）
- 一発貫太くん（1977年 - 1978年、タツノコプロ）

#### 日本語版制作作品
- 小さな森の精 あいあむ!スマーフ（The Smurfs、1985年 - 1986年、テレビ東京、旭通信社と共同制作）

#### CM
- 三菱重工 ビーバーエアコン
- 第一製薬 カロヤンハイ
- カメラのきむら
- 北海道電力
- 高島屋'73お歳暮
- カシオ・ミニ
- 白子のり
- 東京海上火災
- ロッテ・カフェ・オレ（14回CMフェスティバル優秀賞）
- 千曲錦
- つくごん
- ブルボン
- メガネドラッグ

#### パイロットフィルム
- イガグリ君
- がんばれカンパちゃん
- 新・海底二万マイル
- ドクター・ノグチ／野口英世物語
- 生徒諸君!
- 妖怪人間ベムパートII

#### 下請け作品
- マジンガーZ（1972年 - 1974年、東映動画）
- 科学忍者隊ガッチャマン（1972年 - 1974年、タツノコプロ）
- みつばちマーヤの冒険（1975年 - 1976年、日本アニメーション）
- ルパン三世（TV第2シリーズ）（1979年 - 1980年、東京ムービー）
- 子鹿物語（1983年 - 1985年、講談社・エムケイ）
- 名探偵ホームズ（1984年、東京ムービー）

### 海外向け作品

#### テレビアニメ
- The ABC Saturday Superstar Movie（1972年）

ランキン・バス・プロダクションの発注。ABCテレビ放送の17話シリーズ。6話、14話、17話。
- Kid Power（1972年）

ランキン・バス・プロダクションの発注。ABCテレビ放送の17話シリーズ。原作は新聞連載漫画。
- Tom Sawyer（1972年）
- 海底2万マイル（20.000 Leagues Under The Sea）（1972年）

ハンナ・バーベラ・プロダクションの発注。CBSテレビ放送の1時間番組。ジュール・ヴェルヌ原作。
- Twas the Night Before Christmas（1974年）
- The First Easter Rabbit（1975年）

NBCテレビで放送。
- Frosty's Winter Wonderland（1976年）

ランキン・バス・プロダクションの発注。雪だるまが主人公のABCテレビで放送のクリスマス向け30分特別番組。
- 不思議博士の冒険（Doctor Snuggles、1977年）

オランダのテレビシリーズ。ヨーロッパで放送。日本ではNHKで放送。
- ホビットの冒険（The Hobbit、1977年）

ランキン・バス・プロダクションの発注。NBCテレビ放送の90分スペシャル。日本では1日のみホール公開。原作は、J・R・R・トールキン『ホビットの冒険』。
- 町一番のけちんぼう（The Stingiest Man in Town、1978年）

ランキン・バス・プロダクションの発注。NBCテレビのクリスマス特別番組。日本でもABCテレビで放送。原作はディケンズの「クリスマス・キャロル」。
- Easter Fever（1980年）

カナダのネルバナとの合作。シンジケーション配給。ウサギが主人公の復活祭向けの単発番組。
- 王の帰還（Return of The King、1980年）

ランキン・バス・プロダクションの発注。ABCテレビで放送の2時間の特別番組。J・R・R・トールキン『指輪物語』（The Lord of the Rings）第三部「王の帰還」が原作で、ラルフ・バクシ監督のアニメーション映画『指輪物語』の続編のような位置づけ。
- フライト・オブ・ドラゴン（The Flight of Dragons、1982年）

ランキン・バス・プロダクションの発注。ABCテレビで放送の2時間の特別番組。日本では1984年4月29日に日本テレビにて放送。

#### 劇場アニメ
- ラストユニコーン（The Last Unicorn、1982年）

ランキン・バス・プロダクションの発注。原作はピーター・ビーグル（Peter S. Beagle）のファンタジー小説。
- The Dragon That Wasn't (Or Was He?)（1983年）

オランダとの合作。ヨーロッパ向け。

## トップクラフトの歩み

### 創業当時
会社の創立は1972年（昭和47年）2月1日であるが、実際の活動はそれ以前に始まっていた。『キッド・パワー』のプロモーション・フィルムの製作である。当時は中央線高円寺の駅より歩いて約5分ほどの所にある、3階建ての小さなビルが仕事場であった。3階は、普通の賃貸アパートになっている。このビルの2階全部がスタッフ・ルームで、3階にひと部屋借りて寝泊まりにそなえた。『キッド・パワー』の本編制作時には、1階を借り色彩パートとした。後にアニメ用カメラを導入し撮影も出来るようになる。この時期、多い時で50名をこえるスタッフが居たのである。原徹社長は、東映動画の制作部長をしていたが、合作専門のプロダクションの創立を念願していた。東映動画で制作した合作作品『スモーキー・ザ・ベア』シリーズで、窪詔之の作画班の完成度の高さは、社内のスタッフたちの間で常に噂に上がっていた。その窪詔之を先に迎えてトップクラフトはすでにスタートしていた。ちなみに、トップクラフトの命名は窪詔之の発案で、「最高の専門家」といったニュアンスを持つ。やがて原徹は東映動画を勇退後、トップクラフト社長としてその姿を現すことになる。
トップクラフトが作り続けた合作作品は、ランキン・バスとの合作作品の歴史と言っても過言ではない。それは、1972年の『KID POWER』シリーズに始まり、1982年の『THE FLIGHT OF DRAGONS』までの丸10年間に集約される。トップクラフト&ランキン・バスとの合作作品を中心に、詳細なデータ、簡単な物語の紹介、制作のエピソード、国内作品、制作方法などを紹介する。

### 主要作品の詳細データ
（特にコメントがないもの以外は「トップクラフト&ランキン/バス」合作作品）
1972年
- キッド・パワー
- KID POWER
- カラー 24分 シリーズ15本
- 1972年9月 アメリカ、ABC放送放映。

- 原作者のモーリー・ターナーは、スヌーピーでおなじみの、シュルツの弟子である。主人公は子供たち。それも、いろいろな人種の子供たちで、典型的良識人のふとっちょオリバーを中心にくりひろげられる、ユーモアとちょっぴり風刺もきいた物語になっている。各話毎に音楽シーンがあって、歌に合わせてアニメーションを創るわけだが、デフォルメあり、パターン化ありと、さまざまな実験的な演出も可能であり、楽しい場面のひとつでもあった。当時のスタッフは、美術デザインに西田稔、演出チーフに蕪木登喜司。他に、福島正美、佐々木皓一、光延博愛、磯本憲昭、山田勝久などが演出を担当。原画スタッフは、細谷秋夫、大西克美、平川やすし、木場田実ほか。キャラクター・デザイン、総作画監督は、窪詔之である。

- 海底2万マイル
- 20,000 LEAGUES UNDER THE SEA
- カラー 45分 アメリカ、ローカル局放映。

- この作品はハンナ・バーベラ・プロダクションの「ファミリー・クラシック」というスペシャル番組作品の中の1本である。原作は、ジュール・ベルヌの海洋SFの古典にして名作『海底2万哩』である。この大作をたった45分で見せてしまうために、本作品では原作をかなり縮め、冒険部分をつらねた構成になっている。また、原作にでてくるコンセイユという執事は、コンラッドという少年に変わっていて、アクセントにフィフィというイルカが愛嬌をふりまく。作画的には、線太のカッチリした線、影の部分を黒く塗りつぶした劇画タッチである。海中シーンが多いので、マルチや波ガラス等も、当時かなり苦心しつつ使われている。なお、冒頭近くの回想シーンのイラストは、菊池貞夫である。キャラクター・デザインは、窪詔之。演出は、蕪木登喜司、山田勝久。作画に白梅進が参加している。

- ウィリー・メイズと奇跡を招く娘
- WILLIE MAYS AND THE SAY-HEY KID
- カラー 45分
- 1972年10月 アメリカ、ABC放送放映。
- 作画監督は、我妻宏。

- レッド・バロン
- RED BARON
- カラー 45分
- 1972年11月 アメリカ、ABC放送放映。

- トム・ソーヤの冒険
- TOM SAWYER
- カラー 45分
- 1972年11月 アメリカ、ローカル局放映。

- ザット・ガール
- THAT GIRL IN WONDERLAND
- カラー 45分
- 1972年12月31日 アメリカ、ABC放送放映。

1973年～1974年
- この年は、合作の仕事はなく、きわめて会社の状況の悪い時期であった。心機一転をはかり4月1日に、阿佐ヶ谷に移転した。移転当時のスタッフは約20数名であったが、しばらくして12～13名まで減った。『イガグリ君』『がんばれカンパちゃん』のパイロット・フィルムが作られたのもこの頃である。この時期、窪詔之は、きわめて精力的にCMに取り組む。ヨネックスやカロヤンハイなどのCMはこの頃に制作されている。他のスタッフは国内TVアニメ下請けとして『科学忍者隊ガッチャマン』『おんぶオバケ』『冒険コロボックル』『ジムボタン』『マジンガーZ』などを手がけており、当時の制作デスクには、岩田弘。原画には及川博史、兼森義則、青島克己らが居た。

1974年
- クリスマス前夜
- TWAS THE NIGHT BEFORE CHRISTMAS
- カラー 24分 アメリカ、NBC放映
- 脚本：ロメオ・ミューラー
- ストーリー・ボード：久岡敬史
- 演出：佐々木皓一・山田勝久
- 作画監督：小林一幸・窪　秀巳
- 原画：及川博史・兼森義則・青島克己
- 美術設定：西田　稔
- 美術：吉原一輔
- キャラクター・デザイン：ポール・クーカー・Jr／窪　詔之・小林一幸

- ひなびた街、ジャンクション・ビルに住む時計屋のトランドル一家と、その家に住むネズミ一家の物語。このネズミ一家の長男ネズミ、アルバートはインテリ・ネズミで、サンタを辛辣に批評し否定する。そのためにサンタは怒って、この街を無視することに決めた。子供たちが、夢見て信じてやまぬ、あのサンタが来ない！そこでトランドルは、市長にサンタを称えるコーラスが組み込まれた、特製の時計台を作る仕事を提案するのだが‥‥‥。といったクリスマス・ストーリー。すべてハンド・トレスで仕上げられている。この年の秋、窪詔之が担当した、ロッテのカフェ・オレのCMが、第14回CMフェスティバル、テレビ・フィルム部門で秀作賞を受けている。また、国内物では『みつばちマーヤの冒険』を手がけている。また、パイロット『新・海底二万マイル』を制作している。

1975年
- イースター・ラビット
- THE FIRST EASTER RABBIT
- カラー 24分 アメリカ、NBC放映
- 脚本：ジュリアン・P・ガードナー
- ストーリー・ボード：久岡敬史
- 演出：佐々木皓一・山田勝久
- 作画監督：小林一幸・窪　秀巳
- 原画：佐々木よしこ・吉田忠勝
- 美術設定：西田　稔
- 美術：西田　稔
- キャラクター・デザイン：ポール・クーカー・Jr／窪　詔之・小林一幸

- イースターというのは、復活祭といってキリストの復活を記念する祭りで、3月21日以降の満月後の第一日曜に行われるもの。とはいっても、当時のスタッフにとって馴染みの薄い祭りであり、やや戸惑ってしまったという。物語は、もともとぬいぐるみのウサギにすぎなかったスタッフィーが、どうして最初のイースター・ラビットになったのかというファンタジーになっている。作品のハイライトであるイスター・パレードの場面が音楽シーンになっている。国内物では『タイム・ボカン』を手がけた。また『ドクター・ノグチ（野口英世物語）』のパイロットを制作している。

1976年
- フロスティのすてきな冬の国
- FROSTY'S WINTER WONDERLAND
- カラー 24分 アメリカ、NBC放映
- 脚本：ロメオ・ミューラー
- ストーリー・ボード：山田勝久
- 演出：山田勝久
- 作画監督：小林一幸
- 原画：吉田忠勝・佐々木よしこ・白梅　進・窪　秀巳
- 美術設定：西田　稔
- 美術：吉原一輔
- キャラクター・デザイン：ポール・クーカー・Jr／窪　詔之・吉田忠勝

- 虫プロで作られた『フロスティ・ザ・スノーマン〜温かい雪だるま』の続編である。冬そして、白銀の世界。雪といえば、雪ダルマ。この雪ダルマのフロスティが、どうしてクリスタルという素晴らしい、女性雪ダルマと結ばれたのかという物語。この作品もオール・ハンド・トレスであるが、キャラクターの線の輪郭は、キャラクターの内側の線よりも3倍位太くする、という特別なやり方をしている。国内作品は『ポールのミラクル大作戦』『一発貫太くん』を手がけている。

1977年
- ホビットの冒険
- THE HOBBIT
- カラー 77分 アメリカ、NBC放映
- 原作：J・R・R・トールキン
- 脚本：ロメオ・ミューラー
- ストーリー・ボード：久岡敬史・窪　詔之
- 演出：山田勝久
- 作画監督：窪　詔之
- 原画：小林一幸・窪　秀巳・吉田忠勝・羽根章悦・菊池貞夫
- 美術設定：西田　稔
- 美術：伊藤和子・金子英俊
- キャラクター・デザイン：レイスター・エイブラム／窪　詔之
- 実制作期間：1976年10月～1977年10月
- 枚数：4万枚
- 総カット数：817カット
- 色数：380色

- ホビット族のビルボ・バギンズが、ガンダルフという魔法使いと、小人たちに無理やり誘われ、数々の冒険を経てゴルムの洞窟で姿の消える魔法の指輪を見つけ、ついに悪竜スマウグを倒すというファンタジー。J・R・R・トールキンの、ミドル・アースという架空の世界を舞台にした『指輪物語三部作』のいわばプロローグにあたる。物語は原作に沿ってかなり速いテンポで話が進んでいくが、さすがにこの時間では全部を忠実に再現しきれず。原作から割愛されたシーンもあり、各エピソードの時間が短くなっている。しかし、画面の密度やクオリティは高く。キャラクターの線が他の作品にくらべて非常に多く、細い線でよく描き込まれている。しかもトレスマシンでも綺麗に再現できるように鉛筆の太さや濃さをコントロールしている。ただ、スタッフからは「この線で本当に動画するんですか？」という声も聞かれたほか、試写会では、「線が多くて動くからグロテスクで気持ち悪い」という意見もあったという。背景は、アーサー・ラッカムのイラストのスタイルでという要望があり、まずカラー・インクで背景のすべての輪郭をペン描きしてから水彩絵具を使用。水彩絵具の特性上、暗い部分はアニメ背景に向く暗さにならないので、水彩絵具にガッシュをまぜて弱点を補うという、大変手間も時間もかかる方法になった。その甲斐があって、背景だけでも十分に世界観が伝わるほどの背景になっている。キャラクターのカラーも、今までの絵具では派手すぎて背景にマッチしないので、特別に作成されており。その数は380色に及ぶ。ただ派手な色はまったくなく、今までのTV作品とは違い渋い色調ではあるが、しっかりと背景と調和し、ファンタジーの世界観を引き立てている。結果、原画も動画も背景も遅れに遅れ、彩色アップの日まで残ってしまい、最後は全員で彩色をやり、ギリギリで完成したという。国内では初号試写以外に、会場を借りての試写会が一度だけ行われた。別班では『バーバパパ』が制作されていた。この後『新ルパン三世』と、竜の子とフランスとの合作作品も手伝っている。

#### 1978年～1982年
1978年
- 町一番のけちんぼう
- THE STINGIEST MAN IN TOWN
- カラー 52分 アメリカ、NBC放映
- 原作：C・ディケンズ
- 脚本：ロメオ・ミューラー
- ストーリー・ボード：山田勝久
- 演出：山田勝久
- 作画監督：小林一幸・窪　秀巳
- 原画：吉田忠勝・佐々木よし子・吉田正広・河田章子
- 美術設定：吉原一輔
- 美術：伊藤和子
- キャラクター・デザイン：ポール・クーカー・Jr/小林一幸・窪　秀巳
- 実制作期間：1978年4月～10月
- 総カット数：500カット
- 色数：185色

- この作品は、日本とアメリカでクリスマスに同時放映された。トップクラフトとランキン・バス合作作品がオンエアーされた初めての作品である。原作は有名なC・ディケンズの『クリスマス・キャロル』で、原作にあるグロテスクな描写は抑えられ、全編ミュージカル仕立てになっている。音楽シーンがアクセントになり、踊ったり、歌ったり、楽しい古き良き時代の物語になっている。主人公のスクルージの声は、ウォルター・マッソーで、キャラクターも似せられている。日本語版での声は財津一郎で、アフレコ前にフィルムを見せて欲しいとの希望があり、スタッフ曰く大変熱心にこの作品に取り組んだ。日本語版でのハンバッグの声は、堺正章で、こちらも作品にアクセントを添えている。この作品はミュージカル・シーンが多いので、声優はみな唄の歌える人たちでキャスティグされている。背景の見せ場としては、タイトル・バックで使われている、ロンドンの街の大俯瞰と、ハンバックが唄う、キリスト誕生の唄でのステンド・グラスのシーンがあげられる。日本語版は5分ほどカットされている。放映時間は4時30分からテレビ朝日放映。視聴率は約11%だった。

1979年
- ホビットの冒険 王の帰還
- THE RETURN OF THE KING
- カラー 97分 アメリカ、ABC放映
- 原作：J・R・R・トールキン
- 脚本：ロメオ・ミューラー
- ストーリー・ボード：窪　詔之
- スーパー・バイザー：窪　詔之
- 演出：山田勝久
- 作画監督：小林一幸・窪　秀巳
- 原画：小林一幸・窪　秀巳・吉田忠勝
- 美術設定：西田　稔
- 美術：伊藤和子
- キャラクター・デザイン：レスター・エイブラム／窪　詔之
- 実制作期間：1978年9月～1979年11月
- 枚数：4万7千枚
- 総カット数：1273カット
- 色数：280色

- J・R・R・トールキンの『指輪物語三部作』から『王の帰還』を、『ホビットの冒険』のパートIIという扱いで構成している。原作をかなり省略し、ナレーションと音楽シーンでつないでいる。この作品に入る前のミーティングは、ミドル・アースの歴史的背景の分析から始まり、この作品の内容を徹底して理解するハードなものだった。作画方法は基本的に『ホビットの冒険』の延長ではあるが、前回より線を簡略化し色数も少なくしている。背景は『ホビットの冒険』のとき、キャラクターよりも背景が目立ってしまうところがあったので、若干抑えぎみである。別班で、オランダとの合作『ドクター・スナッグル（不思議博士の冒険）』が進行、22分ものの作品で7本制作された。『フロド』制作後、再び『新ルパン三世』を手がけている。また、『生徒諸君!』のパイロットが作られている。

1981年
- 最後のユニコーン
- THE LAST UNICORN
- カラー 97分 劇場用ビスタ・ビジョン
- 原作：ピーター・S・ビーグル
- 脚本：ピーター・S・ビーグル
- ストーリー・ボード：山田勝久・窪　詔之／ドン・デュガ
- 演出：山田勝久
- 原画：小林一幸・窪　秀巳・吉田忠勝
- 美術設定：西田　稔
- 美術：吉原一輔・岩崎三雄
- キャラクター・デザイン：レスター・エイブラム／窪　詔之
- 実制作期間：1979年12月～1981年9月
- 枚数：7万5千枚
- 総カット数：1187カット
- 色数：260色

- トップクラフト初の劇場用合作作品である。原作者のピーター・S・ビーグル自身が脚本を担当しているが、原作よりもかなり単純になっている。この物語で登場する赤い牡牛は死と恐怖のシンボル、そしてユニコーンは生命と処女を表すことを軸に、余計なエピソードはすべてカットされている。常春のユニコーンの森から始まるこの作品において、画面をいかに美しく構成するかが大きなテーマのひとつであった。ユニコーンの森は、カイ・ニールセンの様式的な画風の背景をモチーフに用いている。タイトル・バックは、中世のタペストリーを模している凝ったものとなった。ロック・グループのアメリカの唄うテーマ曲とよくマッチしていて心地よい。赤い牡牛が存在する場面では、背景に赤い牡牛の炎の照り返しがつけられている。これは背景の上に赤い透過光をダブらせている。赤い牡牛が移動すると、その光も移動するのだが、背景の奥行きやパース、フォルムに合わせてマスクを作っている。この作品では全体に透過光は多いが、画面の効果としてさりげなく使われている。森の中のかすかな木洩れ陽の透過光は、透明感を醸し出している。ラスト近くで、シュメンドリックとモリーが川面に立って話をしているシーンがある。川の流れにふたりの姿が映えて、川底が見えるシーンは、水の透明感を際だたせている。

- もうひとつの大きなテーマとして、キャラクターの性格や表情を十分に出すといる問題があった。作画と演出とのディスカッションだけでなく、アクションの研究のため、演劇の役者をよんでリーア王子とアマルシア姫の演技をしてもらい、これを参考にアニメーションを創った部分もある。また、ハガード城は、正確を期するために油粘土でモデルを作り、カラー・ライティングをして写真を撮り、アングルや光の受け方を研究している。この作品にもいくつかの音楽シーンが取り入れられている。作曲は、ジミー・ウェッブ。中でもリーア王子が、アマルシア姫に唄いかける「That's all I've got to say」は、アート・ガーファンクルのアルバム、『シザーズ・カット』のラストに取り上げられている。画面のクォリティを考え、ハンドトレスが多用されているので非常に手間と時間がかかっている。また赤い牡牛が倒され海に入っていくと、波間からユニコーンの大群が現れるモブシーンや、ハガードの城が崩壊するシーンなど、この作品での各セクションのスタッフの努力は並大抵のものではなかった。なお、実際には撮影されているシーンで、公開時にカットされたシーンがあったため、上映時間は若干短くなっている。

1982年
- 空飛ぶドラゴンたち
- THE FLIGHT OF DRAGONS
- カラー 97分
- 原作：ピーター・ディッキンソン『空飛ぶドラゴンたち』/ゴードン・R・ディクソン『ドラゴンになった青年』
- 脚本：ロメオ・ミューラー
- ストーリー・ボード：山田勝久
- 演出：山田勝久・高山文彦
- スーパー・バイザー：窪　詔之
- レイアウト：吉田忠勝・窪　秀巳・熊田　勇・白梅　進
- 原画：佐々木よし子・渡部高志・金子紀男・細谷　満・木上益治・相沢まり子・羽根章悦
- 美術設定：吉原一輔
- 美術：西田　稔・岩崎三雄
- キャラクター・デザイン：ウェイン・アンダーソン
- 実制作期間：1981年3月～1982年1月
- 枚数：5万5千枚
- 総カット数：1145カット
- 色数：240色

- 魔法使いのカロライナスは、自分たちのマジックの世界を、外界（科学の世界）から、目に見えない障壁で覆って保護しようと考える。しかし、同じ兄弟でありながら、悪の魔法を操るオマドンは、これに反対する。カロライナスは、平和のためにオマドンに対抗しようとするが、マジックの永遠の掟は兄弟がおたがいに争うことを禁じていた。アンティキティの神託により現代よりピーターが召喚される。このマジックの世界は、ピーターが夢見たドラゴンと、理想の女性メリサンデの実在する世界だった。しかし、マジックの失敗から、ピーターはドラゴンの体の中に溶け込んでしまう。これが発端になり、物語が展開していく。原作者が違う二つの作品のエッセンスをブレンドして、アニメらしい脚本にまとめられている。この作品の中では、「何故ドラゴンが空を飛べるのか？」という問いに、「石灰石は、炭酸カルシウム、すなわち胃液の酸と混じると水素を発生して…」と説明しており、ファンタジーに科学的な解釈が入り、この作品のテーマにも絡んでくる。この作品の背景は、まず、ポスター・カラーで色をつけておき、その上に色鉛筆で細かくタッチをつけていく方法をとっている。これは、イラストレーターのウェイン・アンダーソンの画風を参考にしている。別班にてオランダとの合作『ボンメルとトンプス』が制作されている。

### 1981年12月当時のスタッフ表
- 代表取締役：原　徹
- 取締役：日野幸治
- 総合監督（スーパー・バイザー）：窪　詔之
- 演出：山田勝久・高山文彦
- 作画監督：小林一幸・小原秀一
- レイアウト：吉田忠勝・窪　秀巳
- 原画：佐々木よし子・吉田正広・細谷　満・金子紀男・相沢まり子・渡部高志・木上益治・川島正年
- 動画：小原玉恵・高橋幸江・加藤清美・田口裕美子・苅田聖子・斉藤喜代子・生井智子・原　則子・中村まゆみ・水谷キヨ・寺田真佐子・矢野順子・渡部由加里・祝　浩司
- 色指定&検査：鈴木福男・石井恵美子・浜野有弘
- トレース：近江妙子・古谷由実・高松啓子
- ペイント：吉田生代・布本由紀子・菅野わか子
- トレスマシン&特効：長嶺浩美・水田信子
- 撮影：於本広康・白神孝始・吉田昌弘
- 編集：木田伴子
- 制作担当：酒井　澄・西本昭秀
- 制作進行：鈴木重裕・高江勇次・棚沢　隆

- 美術部門に限っては、作品毎に外部からスタッフを迎え入れるため、社内スタッフには入っていない。
  - 主な美術スタッフは、西田　稔・伊藤和子・吉原一輔・岩崎三雄らである。

### 1982年以降
1982年～1983年以降は、『子鹿物語』『妖怪人間ベムPartII』『ボタンノーズ』『じゃりン子チエ』『名探偵ホームズ』『コアラボーイ コッキィ』などの国内TV作品を手がけている。こうして十年間を振り返ってみると、との合作作品の大半が、日本国内では発表されなかったことになる。トップクラフトのアニメーションは、大ざっぱな言い方をすれば、ウォルト・ディズニーのフル・アニメーションと国内TVシリーズやOVA作品との中間的な動きとタイミングを持ったアニメーションといえる。やがて宮崎駿監督が『風の谷のナウシカ』を創るために準備に入る。1983年後半の事である。これ以前に窪詔之はすでに退社していて、トップクラフトとランキン・バスとの合作作品は継続されず、トップクラフトは新たな展開の時期に来ていた。

## トップクラフトにおける合作システム

### 合作制作過程
トップクラフトとランキン・バス合作作業手順
国産TVアニメーションでは、セリフ、音楽、効果音をフィルムができあがってから録音する、いわゆるアフレコ方式だが、合作ではサウンド・トラック（セリフ・音楽・効果音）がすでにほぼ完成していて、それに合わせて絵の方を作る（このために国産TVアニメーションにはない作業がいくつかある）。これをプレスコ方式といい、セリフの口の形を発音にぴったり合わせることは勿論、音楽に合った芝居をつけることも、効果音に合わせた動きをつけることも可能な、始めからサウンド・トラックに合わせたアニメーションを作ることを目的とする方法のひとつである。

#### 初めに
初めにランキン・バス・プロダクションから、SCRIPT（脚本）、CHARACTER（キャラクターのラフ・デザインと背景などの参考資料）、VOICE & MUSIC（セリフと簡単に音楽が入っているスケッチ的なテープ）が、送られてくる。脚本は英語なので翻訳し、それを元に、トップクラフト・サイドでは、ストーリー・ボード（絵コンテ）を作る。また、送られてきたラフなキャラクターを整理し、実際に使用するキャラクターを作ったり、参考資料や脚本から（原作があれば原作からも）背景設定を作成する作業も行われる。完成したストーリー・ボードは、ランキン・バス・プロダクションに送られてチェックを受ける。この時期にランキン・バス・プロダクションでは、サウンド・トラックを完成させる。これは、ヴォイス・トラック（セリフ）、ミュージック・トラック（音楽）、サウンド・エフェクト（効果音）に分かれていて、35mmのシネ・テープ（後述）に録音されている。ランキン・バス・プロダクションでは、トップクラフト・サイドで描かれたストーリー・ボードに対する変更・削除・要望を記したコメントと共に、サウンド・トラックを送る。これらの素材をトップクラフト・サイドで、ランキン・バス・プロダクション側のコメントの入ったストーリー・ボードと、できあがったサウンド・トラックを聴きながら不要なカットを削ったり、新しいカットを挿入したり、組みかえたりしてストーリー・ボードを再構成し、完全なものにする。ストーリー・ボードの再構成、キャラクター設定、背景設定などの基礎材料ができあがると、ランキン・バス・プロダクションより、プロデューサーのアーサー・ランキンが来日して、チェックとミーティングが行われる。このときに再構成したストーリー・ボードの確認、キャラクター、背景設定のチェック、さらにキャラクターの彩色見本や背景見本などもチェックされ、このミーティングで、作品の方向づけをよりはっきりさせ、いよいよ実作業に入る。

#### 作画に入るまでの実作業
1. シネ・テープについて
合作においては、サウンド・トラックが初めに完成しているのだが、音に絵を合わせる必要がある。そのためにまず、シネ・テープ（フィルムと同じ幅で、同じようにパーフォレーション（穴）がある磁気テープ）をシネ・コーダーという、シネ・テープ専用のレコーダーにかけて再生する。シネ・コーダーは、映写機と完全に同調するようになっており、例えばフィルムが1秒進めばシネ・テープも同様に1秒進む。シネ・テープには、フィルムと同じ幅で、同じようにパーフォレーションが空いていて、フィルムと同じスピード（1秒あたり24コマ）で再生される磁気テープと言える。もし、シネ・テープに「YES」というセリフが録音されていれば、「Y」は何コマ、「E」は何コマ、「YES」　というセリフ全体で何コマというように、音をコマ単位で拾うことができる。こうして、シネ・テープに入っている音を拾い出せば、音の通りにアニメーションを作ることができる。ランキン・バス・プロダクションから送られてくるサウンド・トラックは35mm幅のシネ・テープであり、このオリジナルはダビングのときだけしか使わない。実作業ではこの35mmのシネ・テープ、つまりヴォイス、ミュージック、サウンド・エフェクトの3つのトラックをミックスし、16mmシネ・テープに録音して使用する。
2. スポッティング
16mmシネ・テープから、セリフ、音楽、効果音などを拾い出す作業がスポッティングである。これは、シネ・テープ用の再生ヘッド（カセット・テレコについているヘッドと同型で大きいようなもの）にシネ・テープを通して再生し、スピーカーから出る音を聴きながら、シネ・テープの表面にマークしていく作業である。セリフの場合「a」や「i」などの発音の場所をデルマトグラフ（デルマ鉛筆）で記入していく。音楽の場合は、リズムや歌詞、曲のポイントになる部分などをマークし、効果音も同様に細かくマークする。地味で手間はかかるが大切な作業であり、この作業がうまくできていないと、セリフと口の動き（リップ・シンクロと言う）が合わなくなったり、音楽にアニメーションの動きが合わなかったり、効果と動きがズレたりする。シネ・テープにマークされたセリフの発音や音楽の位置、効果音などはスポッティング・シートという用紙に書き写され、この用紙の1マスがフィルムの1コマに当たる。
3. ダイアローグ・ナンバー
セリフは英語なので、発音を一つ一つアニメーターが聴いて、それに合うような口パク（セリフ）を各自の感覚で描くと、作品全体では統一が取れなくなる。そこで、発音する口の形を便宜的に番号にしておく。これは8つの基本形からなり、閉じ口「n」に母音の「a」「i」「u」「e」「o」を基本に英語特有の「th」「v/f」を1～8とナンバーを振っておく。このような口パクだけのキャラクター表を各キャラクターごとに作成しておき、スポッティング・シートに「a」という発音があればダイアローグ・ナンバーは4というように、タイム・シートに記入しておけば、どんなアニメーターでもセリフ通りの口の形を正しく描くことができる。ただ、「n」の閉じ口＝1から「a」＝4.の口の形になるような場合は動きが大きくなるので、その中間にあたる形を入れたりして、なめらかな動きになるようにするため、実際のセリフの枚数は8枚以上になる。国産アニメーションでは、セリフは3枚（閉じ口、大きい口、中間の口）で、セリフの長さ分だけ適当に動かしているが、合作では発音と同じ口の形を作画して、セリフと合わせるのである。これをリップ・シンクロと呼ぶ。スポッティング・シートに記入されたセリフは、カセットテープを聴きながら確認しつつ、ダイアローグ・ナンバーをスポッティング・シートに書き足しておく。
4. タイム割り～タイムシートの作成
スポッティング・シートは、タイム・シートと同じマス目で作成されています。カットごとに必要な秒数は、サウンド・トラック（カセットテープに録音したものを使用）を聴きながら、ストーリー・ボードにそって決めていきます。よって、カットごと秒数は、スポッティング・シートで正確に決められることになる。カットごとの秒数に、ストーリー・ボードのカット番号を、スポッティング・シートに記入していく作業を「タイム割り」とよぶ。記入し終わったスポッティング・シートをコピーして、カットごとにタイム・シートに貼り付ける。それによってカットごとの秒数が正確にタイム・シートに反映され、セリフもダイアローグ・ナンバーを見れば一目瞭然であり、音楽の始まりやタイミング、効果などの位置も正確に知ることができ、音に合わせたアニメーションの作成が可能となる。ここまでが国産のものにはない作業である。
作画
ここから作画に入る。まず、すべての材料（ストーリー・ボード、サウンド・トラック、キャラクター表、背景設定、タイム・シート等）をもとにして作画打ち合わせを行う。ここでの打ち合わせで、カットごとに必要な芝居づけや変更箇所、作品のムード、ねらいなどを演出が原画家に説明する。合作アニメーションのキャラクターは、国内アニメーションとはかなり違っていますし、当然、演出的にも外国の演技が要求される。まず原画担当者はサウンド・トラック（カセットテープを使用）を聴いてレイアウト（画面構成）をおこす。合作の場合、レイアウトには、画面における人物の配置、構図、想定される動きを描き込み、背景のパースをしっかり決めておきます。細部に渡り、画面を緻密にするために国産以上に十分な神経を払わなくてはいけない。レイアウトの後、原画を描くのであるが、描く原画はあくまでもサウンド・トラックを聴いて感じをつかむことになる。サウンド・トラックが始めからできているので、秒数の中で正確に動きのタイミングをつけなければならない。また、細かいニュアンスの芝居や、動きをなめらかにするために、国産アニメーションよりずっと多くの原画を描かなければならない。現在トップクラフトでは、第二原画制を実施している。これは、第1原画とよばれる人がラフな原画（簡単にデッサンだけとって動きをメインとする原画）とタイム・シートに動きのタイミングを記し、第二原画の人がキャラクター表に基づき正確にキャラクターを書き込んだ原画を仕上げる作業に専念するという方法である。この方法で、原画のスピード・アップをはかることができる。合作における特に重要な要素としては、のっぺりした表情や芝居、そして立体感のない構図をとらないこと、特に、キャラクターの表情芝居、いわゆるフェイシャル・アニメーションを重視している。キャラクターに命を吹き込む、アニメーションの基本中の基本が要求されているのである。できあがった原画は演出にチェックされOKになると動画へまわされる。動画では原画と原画のあいだにタイム・シートに指定された枚数を描き加える（中割り）作業を行う。国産アニメーションでは3コマ撮りが基本であるが、合作アニメーションでは2コマ撮りが基本になっている。また、まったくの動かない止めのカットは極力さける。止めのカットでも、最低、目パチや髪の毛の動きなどをつけている。当然、動画の枚数も国産アニメーションより多く、そのぶん動きがなめらかになる。国産アニメーションは30分もの（正味20分程度）で3000枚から4500枚（予算にもよる）ほどであるが、合作アニメーション『ホビットの冒険』のときは、77分で約4万枚も使用している。画面の仕上がりの美しさに関係する動画もシビアな技術を要求される。あくまでもていねいに、キャラクターのくずれや線の抜け、セリフの形の間違いなどないように、非常に細かく神経を使っている。『ホビットの冒険』では、今までにないほどキャラクターの線が多く、さらに手間がかかった。また、トレス・マシンで綺麗にセルにコピーするため、鉛筆の濃度や線の太さまでも、各自の筆圧などをテストして決められた。

#### 作画以降の工程
仕上げ
チェックされてOKになった動画は仕上げにまわされる。メインのキャラクターについては、キャラクター表ができたときに色見本を作って、実際に背景にのせて決定しておく。色指定では、基本的なキャラクターの色指定の他に、背景の色彩を考えた上で決めるものもある。夜のシーンや、演出的に色を変えたいシーンについては、美術監督、演出、場合によっては撮影監督などもまじえて、より効果的な色味（色指定）や撮影方法を相談して決める。小道具の色もここで決定する。色指定の済んだ動画はトレス・マシン（動画の線を透明なセルにコピーする機械）にかけられる。トレス・マシンでうまくコピーされなかった線や、コピーのかすれたところはトレスで補正する。トレスでは、線の補正の他に色トレス部分のペン入れなどをする。次に彩色にまわされ色指定通りの着色がなされる。セルに塗る絵具の数も国産アニメーションよりずっと多く（国産アニメーションでは80～130色程度）、『ホビットの冒険』の際は実に380色も用意され、しかも背景のムードに合わせて特別に作ったものがほとんどであった。彩色の済んだセルは、色の間違いや色抜け、はみ出しがないかどうか一枚一枚検査され、煙などのように特殊な効果が必要なカットは、ブラシ（エア・ピース）をかける作業にまわされる。（特殊効果とか特効とよぶ。）また、透過光を必要とするカットについては撮影用にマスクなどが作成される。
背景
作画打ち合わせと同じように美術監督と打ち合わせが行われる。各シーンをどんな背景のムードでまとめるか、このシーンは昼なのか、夜なのか、また、霧、雨とか雪であるかとかをストーリー・ボードにそって、細かく記した背景香盤表を作成する。これをもとに、ディスカッションし、背景のイメージを固めていく。それをもとに、さらに背景設定や背景色彩設計、カラー・ボード（背景色見本）を作る。『ホビットの冒険』のときは、アーサー・ラッカム（イラストレーター）の作風でという、ランキンの指示があったので、ペンで背景を描きその上から水彩絵具で色をつけるという、非常に手間のかかった背景となった。さて、原画でおこされたレイアウトは、キャラクターの位置や芝居の状況が描かれていますが、背景はラフにしか描かれていない。このレイアウトは、美術デザイナーに渡され、背景設定や資料をもとに、どんな背景を描けば良いかという設計図ともいうべき、背景原図をおこす。この背景原図をもとに一枚一枚背景が描かれていく。
撮影
セルと背景は、カットごとに組み合わされて撮影に出すのであるが、その前に演出が実際に背景の上にセルを置いて、どの位置で撮影したら良いかを決める作業をする。これを「撮出し（撮影出し）」という。このときカメラワークや特殊な撮影について、撮影監督と打ち合わせしたりして、作品の統一をはかる。撮影ではタイム・シートを見ながら1コマ1コマていねいに撮影していくのである。タイム・シートのひとつのマス目が1コマにあたる。セルの置き換えやカメラワークもこのタイム・シートに指定してある。セルは、下からA－B－C－Dセルという順に重ねて撮影する。セルは透明ですが、完全に透明ではなく、重ねるごとにだんだん色が濃くなってしまう。セル重ねは出来る限り少なくする。セルを重ねると背景にも影響がでますので、理想的には1枚セルがいい。透過光などに使うマスク等は普通Eセルとして作成してある。アニメーションにおいてはこのタイム・シートが大変重要なのである。作画におけるタイミングの善し悪しも、撮影におけるタイミングの善し悪しもこのタイム・シートにかかってくる。また、撮影し直す場合にもこのタイム・シートがあれば同じように撮影することができる。タイム・シートを見ればどのようにフィルムができあがるかわかる。それだけに、タイム・シートの内容の確認は「撮出し」のときに、再確認して間違いのないようにしておく。
編集
合作の場合は、あらかじめ絵が音に合わせて作られているので、国産アニメーションのように思い切った編集はできない。シネ・テープとフィルムを同時にビュアーにかけて編集するのであるが、もしズレがでたときはどうするかという問題がある。このような場合に備えて、タイム・シート作成のときに「予備コマ」というのを設けている。カットごとのタイム・シートの始めと終わりに4コマずつくらい余分にのばして動きをつけて撮影しておく。これで、前後4コマぶん、計8コマぶん絵をずらすことが可能になり、シネ・テープの音とのズレ、特にセリフの微妙なズレやアクションつなぎを、よりスムーズにすることができる。スポッティングがちゃんとなされていればこの予備コマで十分対応することができる。
ダビング～トップクラフト側の作業終了
さて、編集が終わるとオール・ラッシュを行う。ここでもランキン・バス・プロダクションのチェックがある。直さねばならないところや問題となる箇所が指摘される。リテーク（直し作業）はこのときまでに決めておき、チェックにないリテークは追加される。編集済みのラッシュは、効果へ渡される。効果音についてだけは、動きのタイミングの方を重視するため、サウンド・トラックとズレても入れ直すことができることになっている。ランキン・バス・プロダクションより送られて来た効果音にさらに新しい効果音を足したり、合わない効果を変更したりして完全なものにする。ダビングでは、ランキン・バス・プロダクションが、自国で最終ミックスをするための素材を作る。セリフと音楽はまったくの日本側では動かしませんので、効果音を中心としたダビングになる。平行して、リテーク作業、ネガ編集も行われる。ダビング、リテーク作業、ネガ編集が終了すると原版完成となる。こうして初号プリントができあがる。

## 同社スタッフ・OBが独立・起業した会社
- スタジオジブリ - トップクラフトを媒体として徳間書店の出資によって1985年に設立。
- 正樹プロダクション - 制作担当を務めた飯塚正樹が設立。1983年にトップクラフトから引き継ぐ形でランキン・バス・プロダクション作品である『The Coneheads』、『たのしい川ベ 〜ヒキガエルの冒険〜（英語版）』の2作品を社長名義で制作した。一部の書籍ではマサキプロ、MASAKIと表記ゆれのまま記載されている[2][3]。
- パシフィックアニメーション（正式名 - パシフィック・アニメーション・コーポレーション） - 同じく飯塚正樹が合作作品制作を目的として設立したアニメ会社[4]。1985年の『ThunderCats』を皮切りに日米合作作品を2000年代前半頃まで手掛けた。一部例外的に人形アニメ作品の『The Life and Adventures of Santa Claus』（1985年）や国内アニメである『くまの子ウーフ』（2000年）の製作も行い、2000年代後半からは背景スタジオとしてP.A.CまたはPACとして一部のアニメ作品に関わっている。なお、同じく合作作品を手掛けていたウォルト・ディズニー・アニメーション・ジャパン（英語版）（代表者 - 徳永元嘉[注 1]）と同一会社であるという記述が一部の海外記事に記載されているが、代表者を始めとしたスタッフが異なるため誤情報であると思われる。